# New Labour

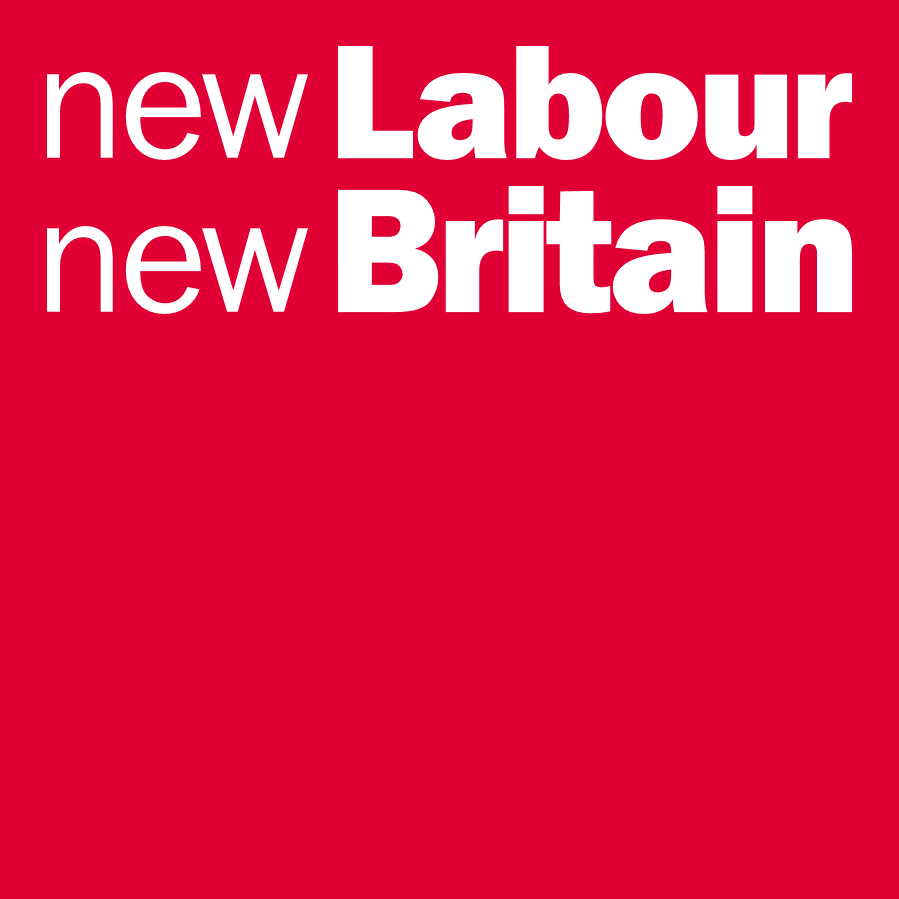
Logo van New Labour

New Labour verwijst naar een periode van de Britse Labour Party van midden jaren negentig tot begin 21e eeuw. De partijleiders waren Tony Blair en Gordon Brown. De naam is afkomstig van een leuze voor de partijconferentie van 1994. Deze leus werd later ook gebruikt voor een concept-verkiezingsprogramma genaamd New Labour, New Life for Britain.
De naam "New Labour" werd gepresenteerd als een nieuwe identiteit van een hervormde arbeiderspartij die markteconomie omarmde. De "merknaam" werd veelvuldig gebruikt tijdens de regeerperiode van de partij tussen 1997 en 2010. New Labour won de verkiezingen van 1997 en 2001 met een grote meerderheid. Ook in 2005 won de partij. In 2007 trad Blair af als partijleider en werd hij opgevolgd door Gordon Brown.

## Toedracht
De naam "New Labour" werd gecreëerd om het vertrouwen van het electoraat terug te winnen. De partij wilde zich losmaken van het imago van "Old Labour", dat werd geassocieerd met gebroken verkiezingsbeloften, nauwe samenwerking met vakbonden en een grote overheid. De naam werd gebruikt om de nieuwe identiteit onder de aandacht van het publiek te brengen. De introductie van deze nieuwe identiteit was het werk van partijstrateeg Alastair Campbell, die zijn ervaring als journalist gebruikte om positieve mediarelaties op te bouwen.

## Achtergrond
Tony Blair werd in 1994 gekozen als partijleider met 57 procent van de stemmen. Gordon Brown had in 1994 een overeenkomst gesloten met Blair waarin hij zei niet deel te zullen nemen aan de lijsttrekkersverkiezingen. De term "New Labour" werd verzonnen door Blair tijdens zijn conferentietoespraak van 1994. De term was onderdeel van de leuze New Labour, New Britain. In zijn conferentietoespraak van 1994 kondigde Blair de nieuwe koers van de partij aan. Hierin beloofde hij afstand te doen van nationalisatie en zich daarentegen meer te richten op markteconomie. Daarnaast zou New Labour zich richten op het creëren van welvaart waarin sociale rechtvaardigheid een belangrijk onderdeel vormde.

### Verkiezingen
In 1997 won New Labour de parlementsverkiezingen met een meerderheid van 418 zetels in het Britse Lagerhuis. Hiermee kwam er na 18 jaar een einde aan de regeerperiode van de Conservatieven. Labour behaalde in 1997 de grootste overwinning in zijn geschiedenis. Labour won tevens de verkiezingen van 2001 en 2005. Blair werd daarmee de langstregerende Labour-premier uit de geschiedenis van het Verenigd Koninkrijk.